# Leo von Knobelsdorff

2003 in Köln

Leo von Knobelsdorff (* 3. April 1932 in Berlin; † 9. Februar 2013 in Erftstadt, vollständiger Name Leopold Eustachius Christoph von Knobelsdorff), auch bekannt als Leopold von Knobelsdorff, war ein bekannter deutscher Boogie-Woogie-Pianist und Tontechniker.

## Leben
Von Knobelsdorff war ein Nachfahre des Georg Wenzeslaus von Knobelsdorff (1699 bis 1753).
Vor dem Ende des Zweiten Weltkriegs floh seine Familie nach Bayern. Er absolvierte eine Ausbildung in Nürnberg.
Durch American Forces Network (AFN), einen Radiosender im von US-Truppen besetzten Bayern, kam er mit dem Boogie-Woogie in Kontakt.
Nach Stationen als Tontechniker beim Bayerischen Rundfunk und beim Hessischen Rundfunk arbeitete er beim WDR in Köln, anfangs im Studio für elektronische Musik mit Karlheinz Stockhausen. Er lernte viele Jazzmusiker kennen und fand einen eigenen pianistischen Stil (Boogie-Woogie mit Bebop und anderen Jazz-Elementen). Daneben nahm er Unterricht an der Kirchenorgel; er schätzte Johann Sebastian Bachs Kompositionen.
1964 gründeten Leo von Knobelsdorff und Ali Claudi, ein Gitarrist und Sänger, die Boogie Woogie Company (BWC); hinzu kamen Heinz Grah (Bassist) und Kalle Hoffmeister (Schlagzeuger). Die BWC hatte bald zahlreiche Auftritte in Deutschland, den Niederlanden, Belgien und Frankreich. Ali Claudi schrieb in seinem Nachruf, es sei zum großen Teil auch das Verdienst seines Freundes Leo, dass die BWC die Tradition der großen Boogie-Woogie-Klassiker Albert Ammons, Pete Johnson und Meade Lux Lewis mit modernen Jazz-Elementen verbinden und zu einem zeitgenössischen Boogie-Woogie-Stil entwickeln konnte.
Leo von Knobelsdorff schied 1989 aus Altersgründen bei der BWC aus; sein Nachfolger am Klavier wurde Christoph Oeser. Knobelsdorff trat danach bei vielen BWC-Konzerten als Gastsolist auf.
Seit den 1970er Jahren war Leo mit Axel Zwingenberger befreundet und trat bei vielen Konzerten mit ihm auf.
Leo von Knobelsdorff starb im Februar 2013 nach kurzer schwerer Krankheit. Seine Urne wurde auf dem Friedhof Erftstadt bestattet.

## Sonstiges
Leo von Knobelsdorff brachte zu vielen Konzerten ein Aufnahmegerät mit und machte Tonaufnahmen; so schuf er ein großes Tonarchiv.
2011 erhielt er den German Boogie Woogie Awards „Pinetop“ (Kategorie Hall of Fame).
Die 2003 erschienene CD „Let the good times roll“, 2003 zum 40-jährigen Bestehen der BWC veröffentlicht, enthält sechs Titel aus den 1960er Jahren mit Leo von Knobelsdorff.